# Jeremy Hunt (politiker)
 Der er flere personer med dette navn, se Jeremy Hunt (cykelrytter).
Jeremy Richard Streynsham Hunt (født 1. november 1966) er en britisk konservativ politiker som var finansminister mellem 2022 og 2024. Han har været parlamentsmedlem for South West Surrey siden 2005 og og haft forskellige ministerposter.  
Han var i perioden fra den 9. juli 2018 til den 24. juli 2019 britisk udenrigsminister. Han tiltrådte som udenrigsminister, da Boris Johnson forlod Theresa Mays regering i protest mod premierminister Mays planer for Brexit. Da Boris Johnson i juli 2019 overtog premierministerposten efter May, blev Jeremy Hunt afskediget.    

## Medlem af Underhuset
I 2005 blev Jeremy Hunt underhusmedlem for South West Surrey-kredsen.

## Poster som minister
Jeremy Hunt var skyggeminister for kultur, Olympiade, medier og sport i 2007–2010. I 2010 blev han Kulturminister med de samme ansvarsområder i Regeringen David Cameron I. I hans portefølje indgik foruden kultur også OL, medier og idræt og den formelle titel var Secretary of State for Culture, Olympics, Media and Sport.
I 2012 blev han udnævnt til sundhedsminister, og denne post havde han frem til  9. Juli 2018, hvor han blev udnævnt til udenrigsminister efter Boris Johnson, som forlod regeringen i protest mod premierminister Theresa Mays planer for Brexit. Da Boris Johnson i juli 2019 overtog premierministerposten efter May, blev Jeremy Hunt afskediget.
Hunt blev udnævnt til finansminster af Liz Truss i 2022 og fortsatte på posten under Rishi Sunak. Han blev efterfulgt som finansminster af Rachel Reeves efter Labour Partys sejr ved parlamentsvalget i Storbritannien 2024.